# Anxo Guerreiro Carreiras
Ángel Guerreiro Carreiras, o Anxo Guerreiro Carreiras (Germade, 28 de agosto de 1945 -  La Coruña, 18 de julio de 2013), conocido también como Geluco, fue un político de Galicia, España.

## Biografía
Nacido Ángel Guerreiro Carreiras. Ingresó en el Partido Comunista de España cuando era estudiante universitario en Santiago de Compostela. Su militancia contra la dictadura franquista le llevó varias veces a la cárcel. No llegó a licenciarse en Ciencias Químicas, por lo que nunca llegó a ejercer.
En 1979 fue elegido secretario general del Partido Comunista de Galicia (PCG), sucediendo al efímero Rafael Pillado, que a su vez había relevado al histórico Santiago Álvarez. Guerreiro era uno de los partidarios del eurocomunismo y de Santiago Carrillo. Durante los primeros años de la Transición, Guerreiro había sido el representante del PCG en la Taboa Democrática de Galicia.
Como representante del PCG, fue uno de los miembros de la Comisión de los 16 que redactó el Estatuto de Autonomía de Galicia. Aprobado el régimen autonómico de Galicia fue el primer (y único durante esa legislatura) diputado comunista en el Parlamento de Galicia (1981-1985). En 1983, Guerreiro, perteneciente al sector crítico o renovador, fue desplazado de la secretaría general del PCG por Julio Pérez de la Fuente, del sector fiel a Santiago Carrillo. En las elecciones de 1985, en las que el PCG tuvo que competir con el partido que habían creado los partidarios del expulsado Santiago Carrillo, el Partido Comunista de Galicia-Marxista Revolucionario, no consiguió revalidar su escaño. Guerreiro siguió siendo secretario general del PCG, cargo que compaginó, tras su creación en 1986, con la de coordinador general de Izquierda Unida en Galicia (Esquerda Unida - Izquierda Unida).
En 1997, acordó acudir a las elecciones autonómicas de dicho año en coalición con el PSdeG-PSOE, algo que fue desautorizado por la dirección federal de Izquierda Unida, liderada por Julio Anguita. La dirección federal impulsó una candidatura bajo siglas propias ante lo cual abandonó Izquierda Unida creando Izquierda de Galicia (EdeG) tras las elecciones, en las que fue de nuevo elegido diputado (1997-2001). En las elecciones de 2001 el PSdeG-PSOE, encabezado por Emilio Pérez Touriño no quiso reeditar el pacto y EdeG se presentó en solitario con Guerreiro Carreiras como candidato a la presidencia de la Junta de Galicia. Tras los malos resultados (EdG sacó poco más de 2.000 votos), Guerreiro dimitió y poco después, en mayo de 2002, EdeG se autodisolvió.
Su última actividad pública fue la conducción de un programa de debate en una televisión local gallega.